# Coupe d'Union soviétique de football 1976
Navigation
Édition 1975 Édition 1977
La Coupe d'Union soviétique 1976 est la 35e édition de la Coupe d'Union soviétique de football. Elle se déroule entre le 21 mars et le 3 septembre 1976.
La finale se joue le 3 septembre 1976 au Stade Lénine de Moscou et voit la victoire du Dinamo Tbilissi, qui remporte sa première coupe nationale aux dépens de l'Ararat Erevan, tenant du titre. Ce succès lui permet de se qualifier pour la Coupe des coupes 1976-1977.

## Format
Quarante-deux équipes prennent part à cette édition, soit l'intégralité des participants aux deux premières divisions soviétiques à qui sont ajoutés six clubs de la troisième division.
Le tournoi se divise en six tours, à l'issue desquels le vainqueur de la compétition est désigné. Les équipes de la première division font leur entrée en lice lors du deuxième tour.
Chaque confrontation prend la forme d'une rencontre unique jouée sur la pelouse d'une des deux équipes. En cas d'égalité à l'issue du temps réglementaire d'un match, une prolongation est jouée. Si celle-ci ne suffit pas à départager les deux équipes, le vainqueur est désigné à l'issue d'une séance de tirs au but.

## Résultats

### Premier tour
Les rencontres de ce tour sont jouées le 21 mars 1976.
| Date         | Domicile                          | Score                | Extérieur                 |
| ------------ | --------------------------------- | -------------------- | ------------------------- |
| 21 mars 1976 | Kaïrat Alma-Ata (D2)              | 1 - 0                | (D2) Spartak Ordjonikidzé |
| 21 mars 1976 | Terek Grozny (D2)                 | 1 - 1 ap (4 - 5 tab) | (D3) FK Yanguier          |
| 21 mars 1976 | Zvezda Perm (D2)                  | 3 - 1                | (D3) Žalgiris Vilnius     |
| 21 mars 1976 | Amour Blagovechtchensk (D3)       | 1 - 0                | (D2) Kouzbass Kemerovo    |
| 21 mars 1976 | Neftchi Bakou (D2)                | 2 - 1 ap             | (D2) Kolkhotchi Achkhabad |
| 21 mars 1976 | Daugava Riga (D2)                 | 0 - 1                | (D2) SKA Rostov           |
| 21 mars 1976 | Tavria Simferopol (D2)            | 3 - 0                | (D2) Spartak Naltchik     |
| 21 mars 1976 | Pamir Douchanbé (D2)              | 1 - 2                | (D2) Torpedo Koutaïssi    |
| 21 mars 1976 | Nistru Kichinev (D2)              | 2 - 1                | (D2) Rubin Kazan          |
| 21 mars 1976 | Krivbass Krivoï Rog (D3)          | 0 - 1                | (D2) Metallourg Zaporojié |
| 21 mars 1976 | Ouralets Nijni Taguil (D3)        | 1 - 2                | (D2) Chinnik Iaroslavl    |
| 21 mars 1976 | Spartak Ivano-Frankovsk (uk) (D2) | 2 - 0                | (D2) Kouban Krasnodar     |
| 21 mars 1976 | Pakhtakor Tachkent (D2)           | 4 - 0                | (D3) Dinamo Makhatchkala  |

### Seizièmes de finale
Les rencontres de ce tour sont jouées entre le 27 et le 29 mars 1976. Cette phase voit l'entrée en lice des équipes de la première division 1976, à l'exception du Dinamo Kiev qui démarre au stade des quarts de finale.
| Date         | Domicile                       | Score                | Extérieur                         |
| ------------ | ------------------------------ | -------------------- | --------------------------------- |
| 27 mars 1976 | Torpedo Koutaïssi (D2)         | 0 - 1                | (D1) CSKA Moscou                  |
| 27 mars 1976 | Zénith Léningrad (D1)          | 1 - 1 ap (3 - 2 tab) | (D2) Spartak Ivano-Frankovsk (uk) |
| 27 mars 1976 | Chinnik Iaroslavl (D2)         | 0 - 2                | (D1) Lokomotiv Moscou             |
| 27 mars 1976 | SKA Rostov (D2)                | 0 - 1                | (D1) Ararat Erevan                |
| 27 mars 1976 | Nistru Kichinev (D2)           | 0 - 1                | (D1) Torpedo Moscou               |
| 27 mars 1976 | Dniepr Dniepropetrovsk (D1)    | 2 - 0                | (D2) Zvezda Perm                  |
| 27 mars 1976 | Spartak Moscou (D1)            | 3 - 4 ap             | (D2) Tavria Simferopol            |
| 27 mars 1976 | FK Yanguier (D3)               | 0 - 1                | (D1) Tchernomorets Odessa         |
| 27 mars 1976 | Karpaty Lvov (D1)              | 1 - 0                | (D2) Pakhtakor Tachkent           |
| 27 mars 1976 | Dinamo Moscou (D1)             | 1 - 0                | (D2) Kaïrat Alma-Ata              |
| 27 mars 1976 | Metallourg Zaporojié (D2)      | 1 - 1 ap (4 - 5 tab) | (D1) Dinamo Tbilissi              |
| 28 mars 1976 | Krylia Sovetov Kouïbychev (D1) | 3 - 1                | (D1) Dinamo Minsk                 |
| 28 mars 1976 | Zaria Vorochilovgrad (D1)      | 2 - 1                | (D2) Amour Blagovechtchensk       |
| 29 mars 1976 | Chakhtior Donetsk (D1)         | 1 - 0 ap             | (D2) Neftchi Bakou                |

### Huitièmes de finale
Les rencontres de ce tour sont jouées entre le 5 et le 27 mai 1976.
| Date        | Domicile                  | Score    | Extérieur                      |
| ----------- | ------------------------- | -------- | ------------------------------ |
| 5 mai 1976  | Zaria Vorochilovgrad (D1) | 0 - 1 ap | (D1) Chakhtior Donetsk         |
| 5 mai 1976  | Lokomotiv Moscou (D1)     | 0 - 1 ap | (D1) Ararat Erevan             |
| 5 mai 1976  | Karpaty Lvov (D1)         | 1 - 0    | (D1) Krylia Sovetov Kouïbychev |
| 5 mai 1976  | Dinamo Tbilissi (D1)      | 3 - 0    | (D1) Zénith Léningrad          |
| 6 mai 1976  | Tavria Simferopol (D2)    | 0 - 1    | (D1) Dniepr Dniepropetrovsk    |
| 12 mai 1976 | CSKA Moscou (D1)          | 2 - 1    | (D1) Torpedo Moscou            |
| 27 mai 1976 | Tchernomorets Odessa (D1) | 2 - 3 ap | (D1) Dinamo Moscou             |

### Quarts de finale
Les rencontres de ce tour sont jouées entre le 4 juin et le 3 juillet 1976.
| Date           | Domicile                    | Score                | Extérieur              |
| -------------- | --------------------------- | -------------------- | ---------------------- |
| 4 juin 1976    | Dniepr Dniepropetrovsk (D1) | 2 - 1                | (D1) Dinamo Kiev       |
| 12 juin 1976   | Dinamo Tbilissi (D1)        | 2 - 1                | (D1) Karpaty Lvov      |
| 3 juillet 1976 | Dinamo Moscou (D1)          | 0 - 0 ap (2 - 3 tab) | (D1) Chakhtior Donetsk |
| 3 juillet 1976 | Ararat Erevan (D1)          | 2 - 1                | (D1) CSKA Moscou       |

### Demi-finales
Les rencontres de ce tour sont jouées le 30 août 1976.
| Date         | Domicile               | Score | Extérieur                   |
| ------------ | ---------------------- | ----- | --------------------------- |
| 30 août 1976 | Chakhtior Donetsk (D1) | 0 - 2 | (D1) Dinamo Tbilissi        |
| 30 août 1976 | Ararat Erevan (D1)     | 2 - 1 | (D1) Dniepr Dniepropetrovsk |

### Finale
| Titulaires :     |                             |     |
|                  |                             |     |
|                  | David Gogia (ru)            |     |
|                  | Nodar Khizanishvili (en)    |     |
|                  | Piruz Kanteladze (ru)       |     |
|                  | Shota Khinchagashvili (en)  |     |
|                  | Zorbeg Ebralidze (en)       |     |
|                  | Aleksandr Tchivadze         |     |
|                  | Manuchar Machaidze (en)     |     |
|                  | Revaz Chelebadze            |     |
|                  | Vladimir Gutsaev            |     |
|                  | David Kipiani               | 75e |
|                  | Vakhtang Kopaleishvili (en) |     |
|                  |                             |     |
| Remplaçants :    |                             |     |
|                  | Zourab Tsereteli (en)       | 75e |
|                  |                             |     |
| Entraîneur :     |                             |     |
| Nodar Akhalkatsi |                             |     |

| Titulaires :    |                         |     |
|                 |                         |     |
|                 | Avetis Ovsepian (ru)    |     |
|                 | Sanasar Gevorkian (ru)  |     |
|                 | Armen Sarkisian (ru)    |     |
|                 | Aleksandr Mirzoyan (en) |     |
|                 | Noraïr Mesropian (ru)   |     |
|                 | Samvel Petrosyan (en)   |     |
|                 | Aram Parsadanian (ru)   |     |
|                 | Khoren Oganessian       | 89e |
|                 | Aleksandr Keropian (ru) |     |
|                 | Nazar Petrosyan (en)    |     |
|                 | Robert Khalaidjian (en) | 46e |
|                 |                         |     |
| Remplaçants :   |                         |     |
|                 | Nikolay Kazakryan       | 46e |
|                 | Armen Azarian (ru)      | 89e |
|                 |                         |     |
| Entraîneur :    |                         |     |
| Eduard Markarov |                         |     |

| Titulaires :     |                             |     |
|                  |                             |     |
|                  | David Gogia (ru)            |     |
|                  | Nodar Khizanishvili (en)    |     |
|                  | Piruz Kanteladze (ru)       |     |
|                  | Shota Khinchagashvili (en)  |     |
|                  | Zorbeg Ebralidze (en)       |     |
|                  | Aleksandr Tchivadze         |     |
|                  | Manuchar Machaidze (en)     |     |
|                  | Revaz Chelebadze            |     |
|                  | Vladimir Gutsaev            |     |
|                  | David Kipiani               | 75e |
|                  | Vakhtang Kopaleishvili (en) |     |
|                  |                             |     |
| Remplaçants :    |                             |     |
|                  | Zourab Tsereteli (en)       | 75e |
|                  |                             |     |
| Entraîneur :     |                             |     |
| Nodar Akhalkatsi |                             |     |

| Titulaires :    |                         |     |
|                 |                         |     |
|                 | Avetis Ovsepian (ru)    |     |
|                 | Sanasar Gevorkian (ru)  |     |
|                 | Armen Sarkisian (ru)    |     |
|                 | Aleksandr Mirzoyan (en) |     |
|                 | Noraïr Mesropian (ru)   |     |
|                 | Samvel Petrosyan (en)   |     |
|                 | Aram Parsadanian (ru)   |     |
|                 | Khoren Oganessian       | 89e |
|                 | Aleksandr Keropian (ru) |     |
|                 | Nazar Petrosyan (en)    |     |
|                 | Robert Khalaidjian (en) | 46e |
|                 |                         |     |
| Remplaçants :   |                         |     |
|                 | Nikolay Kazakryan       | 46e |
|                 | Armen Azarian (ru)      | 89e |
|                 |                         |     |
| Entraîneur :    |                         |     |
| Eduard Markarov |                         |     |